# Louis Gobet
Louis Gobet (* 28. Oktober 1908; † 1995) war ein Schweizer Fussballspieler.

## Karriere

### Vereine
Louis Gobet spielte im Seniorenbereich zunächst in der Saison 1932/33 in der Gruppe 2 der Nationalliga, danach in der nicht in Gruppen unterteilten und landesweiten Nationalliga, die sein Verein in einem Teilnehmerfeld von 16 Mannschaften jedoch als 15. als Absteiger verlassen musste.
Von 1934 bis 1937 war er für den Erstligisten FC Bern aktiv.
Seine längste Zugehörigkeit hatte er mit acht Jahren zum BSC Young Boys, für den er von 1938 bis 1946 stets erstklassig spielte und mit Saisonabschluss 1940/41 als Zweiter die beste Platzierung erreichte. Zudem gewann er den am 4. April 1945 im Stadion Wankdorf ausgetragenen Cup-Final mit dem 2:0-Sieg n. V. über den FC St. Gallen.

### Nationalmannschaft
Sein erstes von zwölf Länderspielen für die A-Nationalmannschaft bestritt er am 23. Oktober 1932 im Wiener Praterstadion bei der 1:3-Niederlage im Freundschaftsspiel gegen die Nationalmannschaft Österreichs. Er gehörte zum Aufgebot für die vom 27. Mai bis zum 10. Juni 1934 in Italien ausgetragene Weltmeisterschaft, wurde jedoch im Turnier nicht eingesetzt. Vom 11. November 1934 bis zum 11. April 1937 kam er in weiteren elf Länderspielen und in jedem Spieljahr in mindestens einem zum Einsatz.

## Erfolge
- Schweizer Cupsieger 1945
- Zweiter Schweizer Meisterschaft 1941